# Стецкевич, Ежи
Ежи Стецкевич (польск. Jerzy Steckiewicz? 15 октября 1954, Гродно — 12 декабря 2020, Калининград) — католический священник, прелат Его Святейшества.
Родился в семье этнических поляков в Гродно 15 октября 1954 года. Вскоре после рождения близнецов Ежи и Анджея семья Стецкевичей переехала в Польшу в рамках репатриации.
В 1975 году поступил в духовную семинарию Щецине.
Рукоположен в сан священника 12 апреля 1981 года в Щецине епископом Казимиром Майданьским.
Служил викарием в нескольких приходах Щецинско-Каменской митрополии, в 1985—1990-х годах возглавлял издательство «Ottonianum».
В 1990—1991 годах — администратор прихода Св. Иоанна Крестителя в г. Камень-Поморски.
После учебы в Институте семьи при Академии католической теологии в Варшаве получил степень лиценциата богословия.
Почти сразу же после учреждения Апостольской администратуры для католиков латинского обряда Европейской части России в 1991 году начал служение в Калинградской области.
С 1992 года — настоятель прихода Святого Адальберта в Калининграде.
В разные годы по совместительству служил настоятелем различных приходов, возрождаемых в Калининградской области: Успения Пресвятой Девы Марии в Мамоново, Святого Иосифа в Гвардейске, Святых Петра и Павла в Светлом, Марии Звезды Моря в Светлогорске, Божией Матери Неустанной Помощи в Пионерском, Рождества Пресвятой Девы Марии в пос. Раздольное, Пресвятого Имени Марии в Балтийске, Божьего Милосердия в пос. Отважное, Божией Матери Милосердия в пос. Янтарный, Святого Бонифация в Багратионовске.
В 1997—2009 годах и с 2017 года до смерти — декан Западного региона Архиепархии.
С 1999 — президент благотворительного центра «Каритас Запад».
В 1996 году Папа Иоанн Павел II удостоил отца Ежи звания Капеллана Его Святейшества, а в 2013 году Папа Бенедикт XVI возвел его в достоинство Почетного Прелата Его Святейшества.
Умер в Калининграде 12 декабря 2020 года.
Похоронен на территории храма святого Адальберта в Калининграде.